# 이정복 (1952년)
이정복(李廷福, 1952년 9월 14일~)은 대한민국의 정치인이다. 제6대 부산광역시 동구의원이었다.

## 학력
- 문정고등학교 졸업(1971년 2월)
- 부경대학교 정치외교학과(부전공: 행정학) 학사(1979년 2월)

## 경력
- 김해교도소 교화위원
- 사단법인 청년회의소 회원
- 부산구치소 교화후원회 사무국장
- 제노바 제화상사
- 남포동 이태리 제화상사 대표
- 브랑누아 남포동 대리점 대표
- 브랑누아 전국대리점 대표자 협의회장
- 수성초등학교 육성회장
- 수성초등학교 아동급식 후원회 회장
- 수정5동 바르게살기 위원회 위원장
- 수정5동 자유총연맹위원회 위원장
- 수정5동 방위협의회 감사
- 수정5동 청년회 고문
- 수정5동 동정자문위원
- 수정5동 재향군인회 고문
- 동북조기축구회 회장
- 동우배드민턴 고문
- 국제 장애인협의회 후원회 위원
- 대한적십자 부산광역시 동구지구봉사회 부부봉사원
- 증산배드민턴 회원
- 수성파출소 선진질서·방범자문위원회 위원
- 수성파출소 선진질서·방범자문위원회 부회장
- 2002년 아시안게임 부산광역시 유치위원
- 부산광역시 동구청 불우이웃돕기 위원
- 민주정의당 부산시당 중구·동구·영도구 홍보위원
- 민주자유당 부산시당 동구 지구당 청년위원장
- 민주자유당 부산시당 동구 지구당 민청지단장
- 민주자유당 부산시당 동구 지구당 중앙상무위원
- 민주자유당 부산시당 동구 지구당 운영위원
- 환경수호 국민운동 부산광역시 본부장
- 명예 새마을지도자 부산광역시 동구 협의회원
- 부산광역시 동구 청소년 지도위원
- 한나라당 중앙상무위원
- 한나라당 청년봉사단 사무국장
- 한나라당 부산광역시 동구 지구당 운영위원회 재무
- 2010.07 ~ 2014.06 제6대 부산광역시 동구의회 의원

## 수상
- 바르게살기운동 중앙협의회 회장
- 부산광역시 동구청장 2회 표창
- 부산경찰청장 표창
- 민주자유당 문정수 부산시지부 위원장
- 민주자유당 이철상 청년위원장
- 신한국당 김영삼 총재 표창장
- 한나라당 정의화 국회의원 공로패
- 대한적십자사 중앙회장 표창
- 부산시장 허남식 표창장

## 역대 선거 결과
|  | 12.7% |

|  | 44.82% |

|  | 40.63% |

|  | 34.30% |

|  | 12.66% |

|  | 27.41% |

|  | 1.96% |

|  | 7.43% |